# Sancin
Sancin je priimek več znanih Slovencev:
- Alojzij Sancin, skladatelj
- Avrelija Sancin (1888—1961), učiteljica in koncertna pevka
- Belizar Sancin (1904—1962), igralec in pevec
- Boris Sancin (1912—1989), ekonomist, publicist v zamejstvu
- Danilo Sancin (1899—?), bančni uradnik in športni delavec
- Devan Sancin, vinar v Italiji
- Dimitrij Sancin (1921—1990?), šolnik, balinar
- Dunja Sancin, zamejska kulturna delavka predsednica KD Ivan Grbec
- Dušan Sancin (1902—1973), violinist in dirigent
- Franc Sancin (1887—1947), učitelj, gospodarstvenik, sadjar
- Igor Sancin (*1954), gledališki igralec
- Ivan Sancin - Gianni (1938—2021), operni pevec, basist
- Ivan Karlo Sancin (1893—1974), violinist, skladatelj in glasbeni pedagog
- Ivan Sancin Jovo (1913—1942), prvoborec za svobodo
- Ivanka Sancin (1877—?), prosvetna delavka
- Ivo Sancin (1872—1954), kmetijski strokovnjak
- Josip Sancin (1859—1891), prosvetni delavec
- Karel Sancin (1900—1953), učitelj in prosvetni delavec
- Kazimir (Miro) Sancin (1898—1976), skladatelj
- Lejla Sancin (r. Rehar) (1922—2017), igralka, prevajalka, publicistka
- Ljubomir Sancin - Stojan, NOB
- Lovro Sancin, dirigent škedenjske mandolinske godbe
- Mařenka Sancin (r. Plzak) (1908—1985) pianistka, glasbena pedagoginja v Celju
- Marko Sancin, dirigent, zborovodja
- Mir(c)a Sancin (r. Župnek) (1901—1970), pianistka in skladateljica
- Modest Sancin (1902—1964), igralec, operetni pevec
- Neda Sancin, zborovodkinja
- Placid Sancin (1902—1943), duhovnik
- Stojan Sancin (1947—2021), šolnik in jamar
- Vasilka Sancin (*1979), mednarodna pravnica, prof. PF UL, sodnica ESČP (maj 2025-)
- Vitjan Sancin (*1952), agronom, sadjar